# Somogybükkösd, Somogy
Somogybükkösd  este un sat în districtul Csurgó, județul Somogy, Ungaria, având o populație de 95 de locuitori (2011). 

## Demografie
Componența etnică a satului Somogybükkösd
     Maghiari (89,69%)
     Romi (10,31%)
Componența confesională a satului Somogybükkösd
     Romano-catolici (68,42%)
     Luterani (9,47%)
     Fără religie (7,37%)
     Necunoscută (14,74%)
Conform recensământului din 2011, satul Somogybükkösd avea 95 de locuitori. Din punct de vedere etnic, majoritatea locuitorilor (89,69%) erau maghiari, cu o minoritate de romi (10,31%).  Din punct de vedere confesional, majoritatea locuitorilor (68,42%) erau romano-catolici, existând și minorități de luterani (9,47%) și persoane fără religie (7,37%). Pentru 14,74% din locuitori nu este cunoscută apartenența confesională.